# Il bar del mondo
Il bar del mondo è un album di Gianni Togni, pubblicato il 15 aprile 2015.

## Tracce
1. L'Arco E La Freccia – 6:24
2. La Cosa Più Normale – 4:49
3. Chi Sono Io – 4:45
4. E Mentre A Roma Piove – 5:55
5. Oh Grande Musica – 1:15
6. Nel '66 – 4:09
7. Oh Grande Musica (Reprise) – 1:01
8. La Comparsa – 3:49
9. Tazza Di Thé – 3:44
10. Il Giocatore – 5:04
11. Hey Vita – 6:08
12. Invisibili Ma Eroi – 5:16

## Formazione
- Gianni Togni – voce
- Paolo Gianolio – chitarra acustica, chitarra elettrica
- Bert Baldwin – tastiera
- Marco Nanni – basso
- Lucrezio de Seta – batteria